# Saint-André-de-Sangonis
Saint-André-de-Sangonis este o comună în departamentul Hérault din sudul Franței. În 2009 avea o populație de 5.175 de locuitori.

## Evoluția populației
| An        | 1975  | 1982  | 1990  | 1999  | 2006  | 2009  |
| --------- | ----- | ----- | ----- | ----- | ----- | ----- |
| Populație | 2.574 | 2.675 | 3.472 | 3.782 | 4.690 | 5.175 |